# Влашка бањица
Влашка бањица je група термоминералних извора који избијају на десној страни реке Јерме, непосредно пошто она напусти њен кањонски део и зађе у котлински део долине.

## Географија
Положај
Вода избија недалеко од крашког врела Ђеверице, у висини алувијалне равни, испод каменог потпорног зида старе пруге а сада пута, на висини од око 430 метара, и потом се улива, ниже од села Власи у нивоу алувијалне равни реке Јерме.
По истивцању вода се разлива по алувијалној равни образујући забарено земљиште.
Карактеристике
Врело Влашка бањица је извориште разбијеног типа. Воде извора избијају дуж раседа којим је предиспонирана долина реке Јерме, а који пресеца Пиротску котлину и Тепошку површ, све до Одоровачког поља. Раседна зона је покривена језерским седиментима и речним наносом, а на десној страни долине јављају се масивни баремски кречњаци.
Издашност
Крајем лета и почетком јесени истиче само главни извор, чија се издашност креће око 20 до 30 l/sec. Тада је вода загрејана на 18—19º C. У пролеће, у време максималне издашности, када прораде и периодски извори, из Бањице истиче и до 300 l/sec, воде знатно ниже температуре.